# La Rue rouge
Pour plus de détails, voir Fiche technique et Distribution.

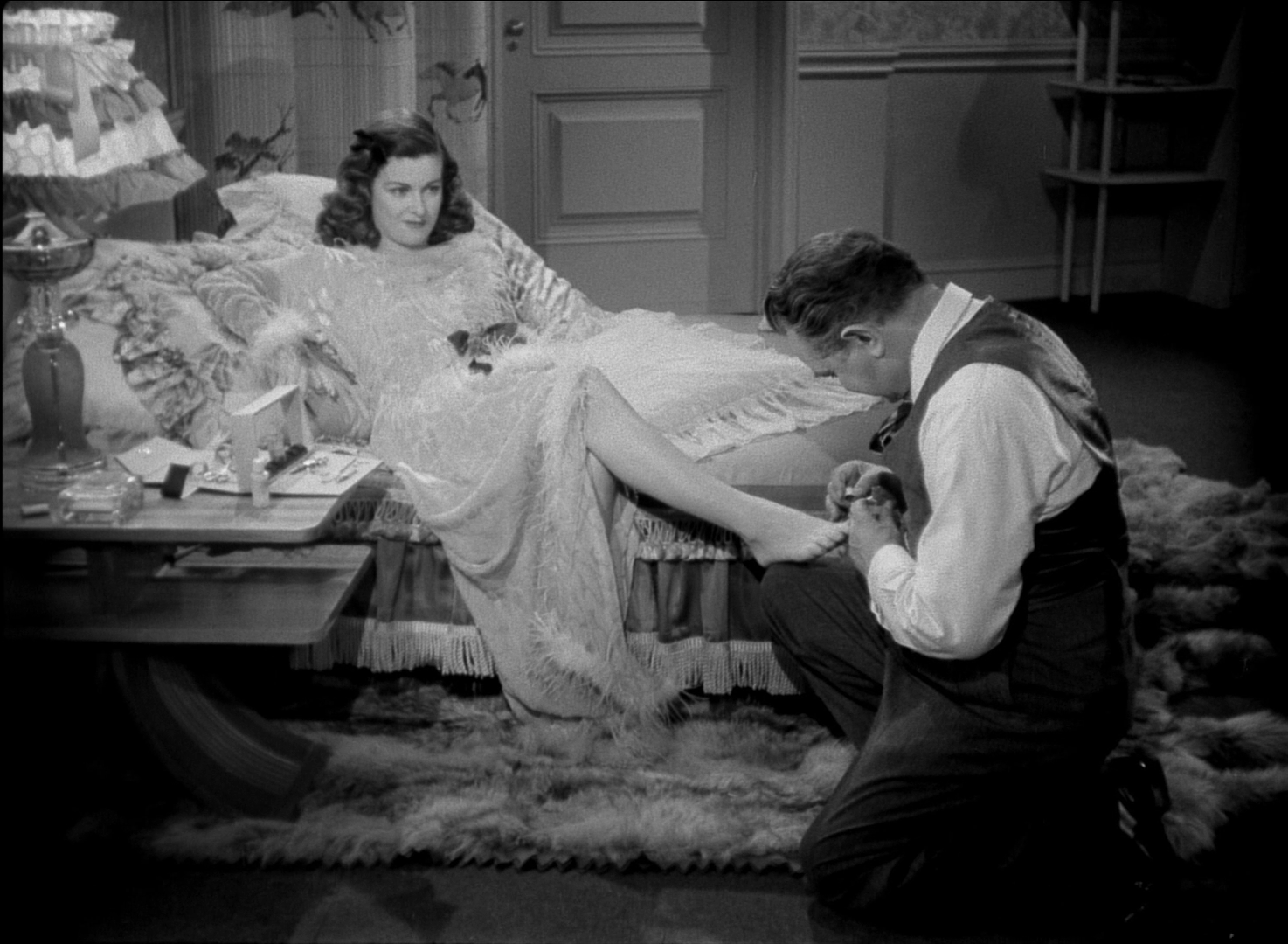
Joan Bennett et Edward G. Robinson

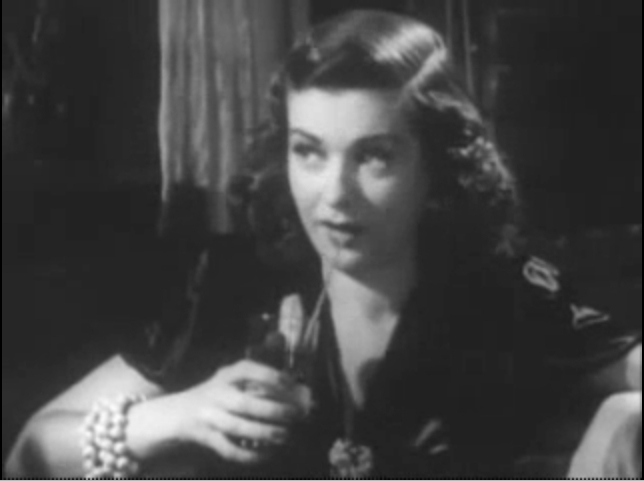
Joan Bennett

La Rue rouge (Scarlet Street) est un film américain en noir et blanc réalisé par Fritz Lang, sorti en 1945. 
Adaptation du roman de Georges de La Fouchardière, le film est le remake de La Chienne, film de Jean Renoir sorti en 1931.

## Synopsis
Christopher Cross, appelé « Chris », caissier sans histoires et marié avec Adele, une femme acariâtre qu'il n'aime pas, est un peintre amateur. Un soir il croise la route de Kitty qu'il croit sauver d'une agression alors qu'elle ne fait que se quereller avec son amant Johnny. Il tombe amoureux d'elle. Johnny incite Kitty à faire marcher Chris, qui s'est fait passer pour un peintre en vue, afin de lui soutirer de l'argent. Elle lui fait louer un appartement où il pourra la loger et l'entretenir tout en peignant. Chris est obligé de voler dans la caisse de son travail pour obtenir de l'argent. Johnny revend en cachette les tableaux de Chris avec la complicité de Kitty : ces tableaux présentent un grand intérêt pour un critique d'art qui les achète très cher. 
Adele est passée devant une galerie qui expose des toiles qui ressemblent à celles de son mari, mais signées du nom de Kitty. Adele accuse Chris d'avoir copié des œuvres célèbres de cette peintre. Chris cherche à se débarrasser d'Adele. Il rencontre par hasard son ancien mari, un ancien détective que tout le monde croit mort. Celui-ci lui propose de retourner avec Adele si Chris lui donne de l'argent. Chris accepte mais est obligé de voler de nouveau dans la caisse. Chris se rend chez Kitty car sa femme ayant retrouvé son mari, ce dernier est libre et veut épouser Kitty et, là, il l'aperçoit dans les bras de Johnny. Il revient après le départ de Johnny, plus tard dans la soirée, et Kitty lui avoue s'être jouée de lui en lui promettant son amour. Sur un coup de folie, il tue Kitty avec un pic à glace. Chris a juste le temps de sortir de la maison avant que Johnny n'arrive. Celui-ci est alors accusé du meurtre et il est exécuté à la prison de Sing Sing. 
Chris est atteint par la folie (thème cher à Fritz Lang) et, après avoir tenté en vain de se dénoncer, cherche à se suicider. Il est sauvé in extremis, mais il a été renvoyé de son travail de caissier, son patron, J.J., ayant découvert qu'il volait dans la caisse. On le revoit six ans plus tard, mendiant, obligé de dormir sur des bancs publics.

## Fiche technique
- Titre : La Rue rouge
- Titre alternatif : Rue rouge
- Titre original : Scarlet Street
- Réalisation : Fritz Lang, assistant : Meville Shyer
- Scénario : Dudley Nichols d'après le roman La Chienne et la pièce de Georges de La Fouchardière et d'André Mouëzy-Éon
- Direction artistique : Alexander Golitzen
- Décorateur de plateau : Russell A. Gausman et Carl J. Lawrence
- Costumes : Travis Banton
- Photographie : Milton Krasner
- Montage : Arthur Hilton
- Musique : Hans J. Salter
- Production : Fritz Lang et Walter Wanger
- Société de production : Fritz Lang Productions et Diana Production Company
- Société de distribution : Universal Pictures
- Pays : américain
- Langue : anglais
- Genre : Film noir
- Format : noir et blanc - pellicule : 35 mm - projection : 1,37:1 - Son : Mono (Western Electric Recording)
- Durée : 103 minutes
- Dates de sortie :
  - États-Unis : 28 décembre 1945
  - France : 29 janvier 1947

## Distribution
- Edward G. Robinson : Christopher Cross
- Joan Bennett : Kitty March
- Dan Duryea : Johnny Prince
- Margaret Lindsay : Millie Ray
- Jess Barker : David Janeway
- Rosalind Ivan : Adele Cross
- Arthur Loft : Dellarowe
- Charles Kemper : Higgins le borgne
- Russell Hicks : J.J. Hogarth
- Samuel S. Hinds : Charles Pringle
- Anita Sharp-Bolster : Mme Michaels
- Vladimir Sokoloff : Pop LeJon
- Cy Kendall : Nick
- Tom Dillon : le policier
- Will Wright

Acteurs non crédités
- Byron Foulger : M. Jones
- Fritz Leiber : l'évangéliste
- Emmett Vogan : le procureur
- Charles C. Wilson : un gardien

## Autour du film
Les toiles peintes par Christopher Cross et signées Katherine March ont été créées spécialement pour le film  par l'artiste américain d'origine allemande John Decker.